# 83.ª edición de los Premios Óscar
La 83.ª edición de los Óscar premió a las mejores películas de 2010. Organizada por la Academia de Artes y Ciencias Cinematográficas, tuvo lugar en el Teatro Kodak de Los Ángeles (Estados Unidos) el 27 de febrero del 2011. El evento fue conducido por Anne Hathaway y James Franco.
Las nominaciones se hicieron públicas el 25 de enero de 2011 en el Teatro Samuel Goldwyn de Los Ángeles por el presidente de la Academia, Tom Sherak, junto a Mo'nique.

## Intérpretes de canciones nominadas
- Alan Menken, Zachary Levi & Mandy Moore, interpretaron la canción I See the Light de la película Enredados.
- Randy Newman, interpretó la canción We Belong Together de la película Toy Story 3.
- Gwyneth Paltrow, interpretó la canción Coming Home de la película Country Strong.
- A.R. Rahman & Florence Welch, interpretaron la canción If I Rise de la película 127 horas.

## Ganadores y nominaciones
Por segundo año consecutivo una película animada consigue estar nominada en la categoría de mejor película: Toy Story 3 respectivamente, además es la sexta secuela en conseguir dicha nominación en la categoría principal (la última en lograrlo fue el El Señor de los Anillos: el retorno del Rey en 2003). Por su parte la película True Grit es la segunda película  (después de Gangs of New York en 2002) en conseguir diez nominaciones sin ganar una estatuilla. James Franco fue la segunda persona en conseguir una nominación al Óscar  y ser al mismo tiempo  el conductor del evento, desde que el que actor y guionista Paul Hogan consiguiera una nominación al Óscar en la categoría de mejor guion original y ser el co- presentador de la edición que se celebró en 1987. Con las victorias conseguidas en la categorías Mejor actor de reparto y Mejor actriz de reparto para Christian Bale y Melissa Leo respectivamente, The Fighter se convierte en la primera película en conseguir ambas categorías de actuación secundaria, la última en lograrlo fue  la película Hannah y sus hermanas en 1986.

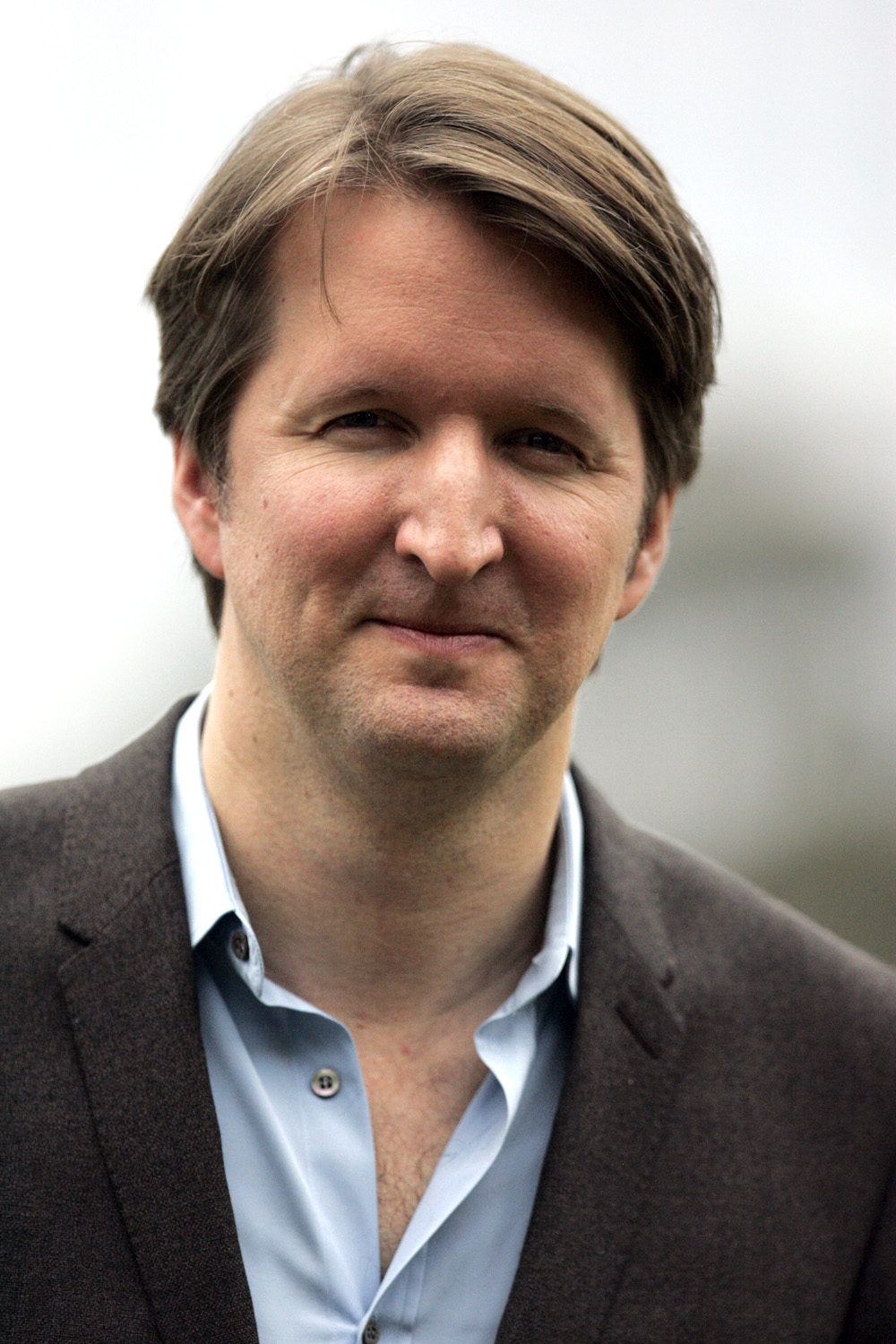
Tom Hooper fue el ganador del Óscar al mejor director por El discurso del rey.

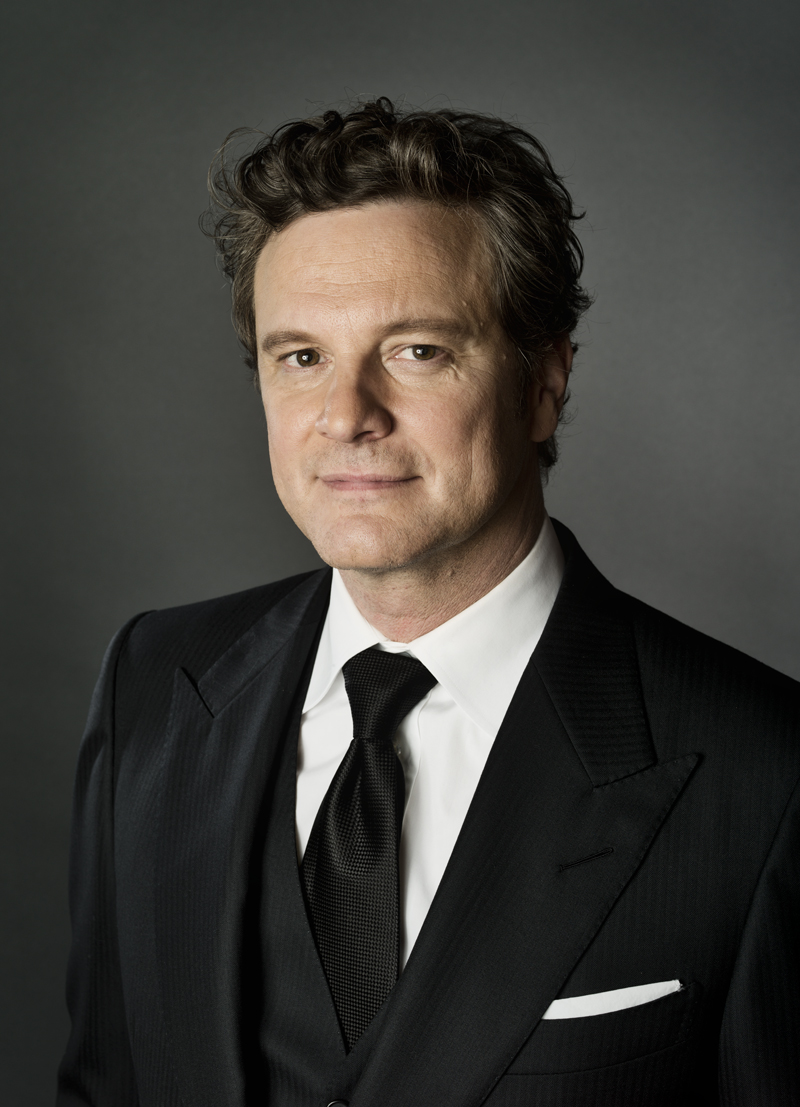
Colin Firth fue el ganador del Óscar al mejor actor por El discurso del rey.

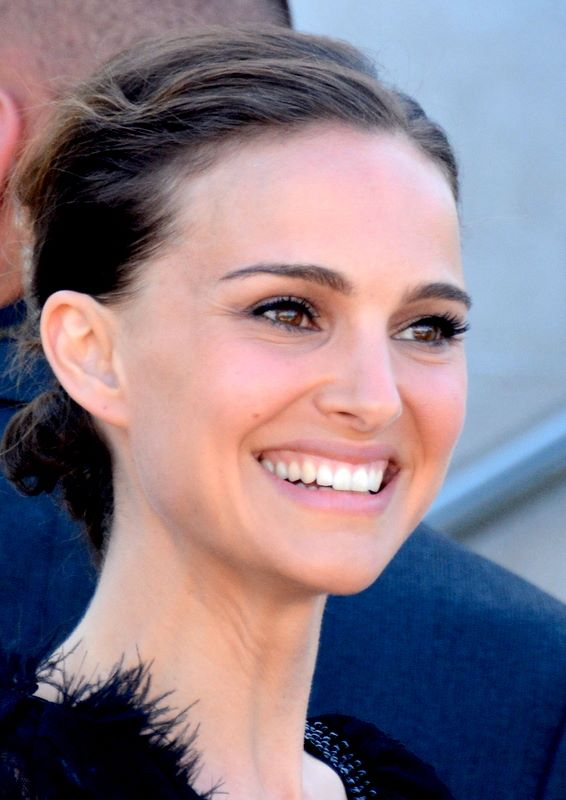
Natalie Portman fue la ganadora del Óscar a mejor actriz por Black Swan.

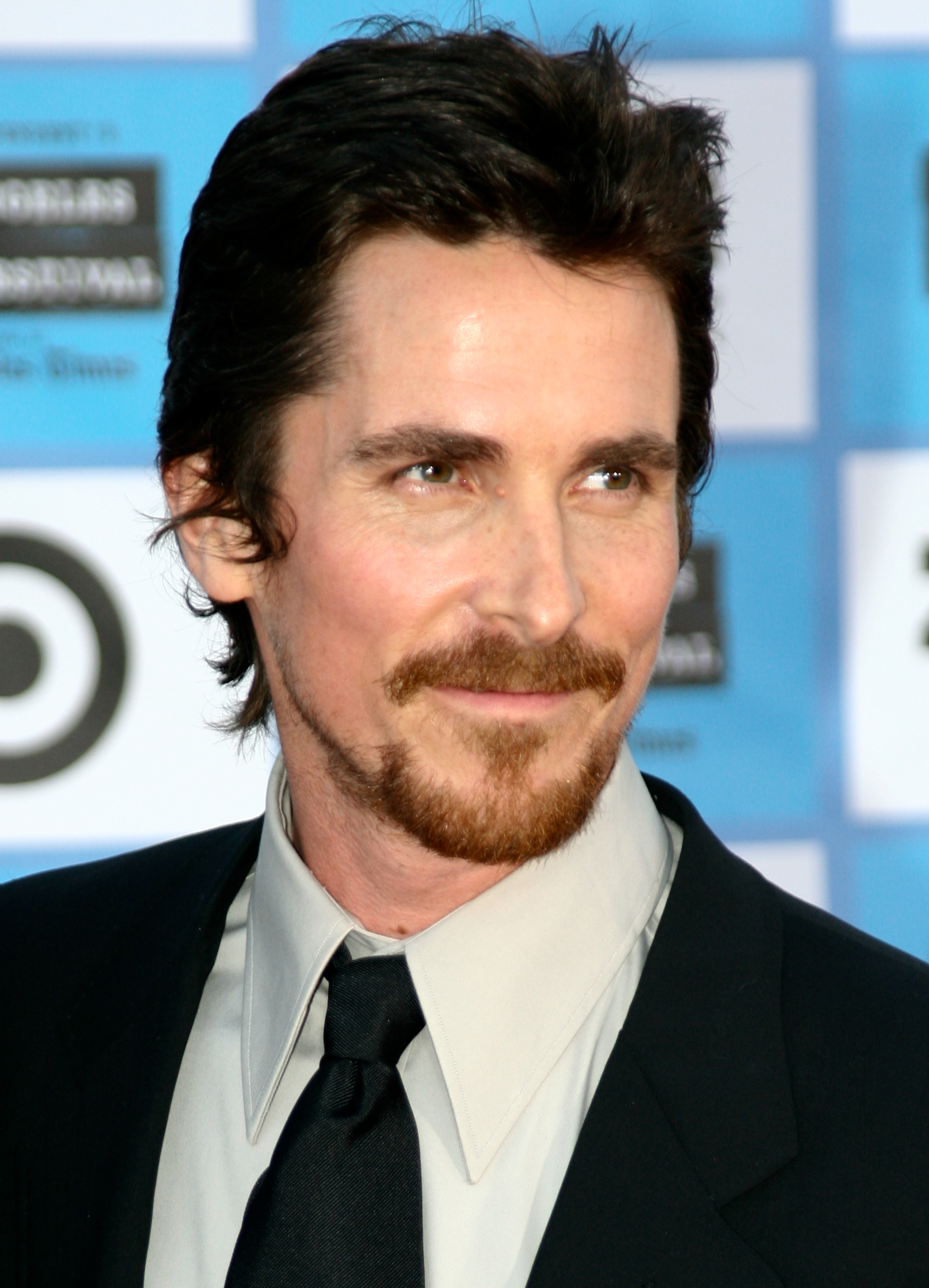
Christian Bale fue el ganador del Óscar a mejor actor de reparto por The Fighter.

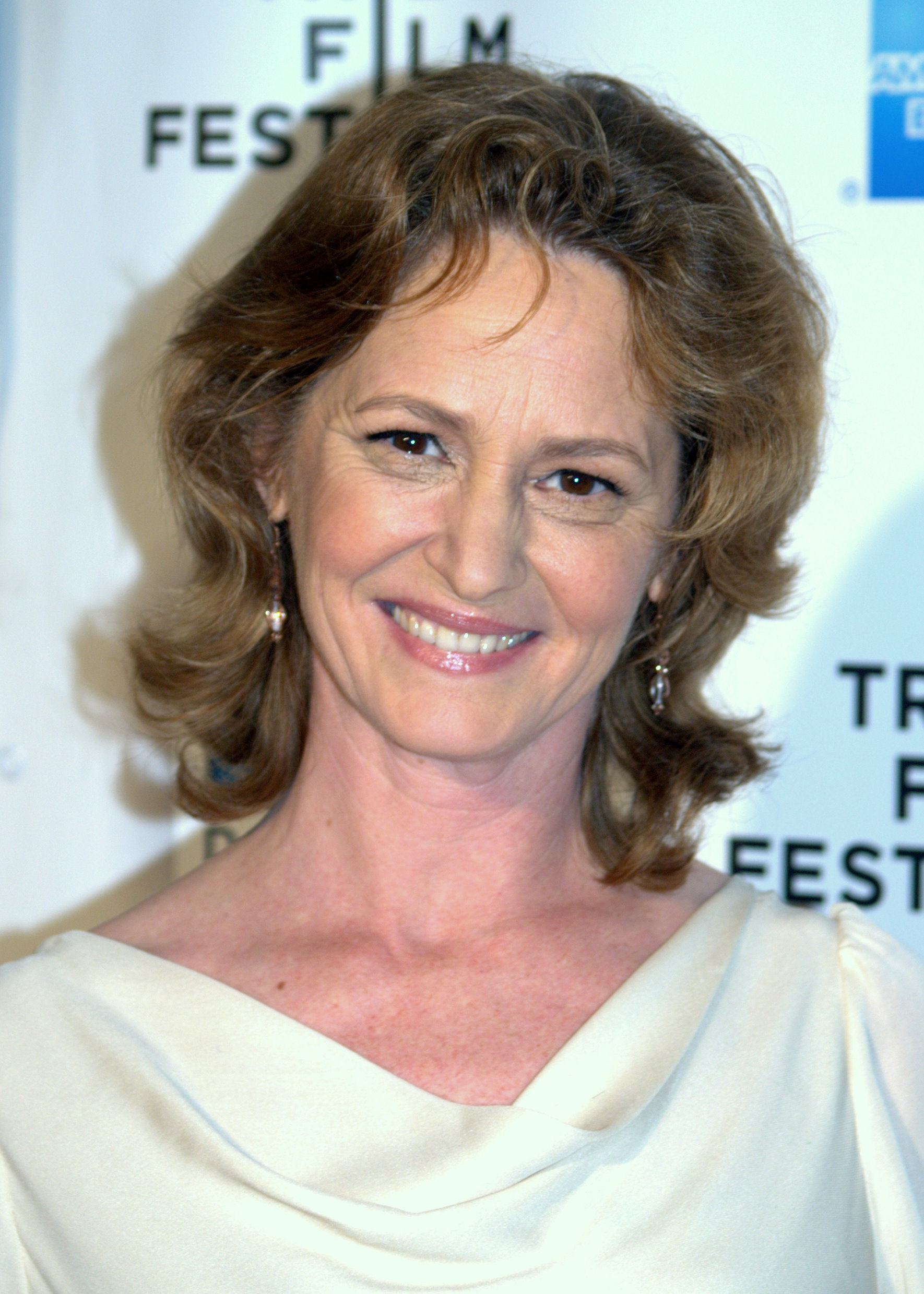
Melissa Leo fue la ganadora del Óscar a la mejor actriz de reparto por The Fighter.

 Indica el ganador dentro de cada categoría.
| Mejor película Presentado por: Steven Spielberg | Mejor director Presentado por: Kathryn Bigelow y Hilary Swank |
| --- | --- |
| The King's Speech (El discurso del rey) — Iain Canning, Emile Sherman y Gareth Unwin | Tom Hooper — The King's Speech (El discurso del rey) |
| - 127 Hours (127 horas) — Danny Boyle y Christian Colson - Black Swan (Cisne negro) — Mike Medavoy, Scott Franklin y Brian Oliver - Inception (Origen) — Emma Thomas y Christopher Nolan - The Fighter — David Hoberman, Todd Lieberman y Mark Wahlberg. - The Kids Are All Right (Los chicos están bien) — Gary Gilbert, Jeffrey Levy-Hinte y Celine Rattray - The social network (La red social) — Dana Brunetti, Cean Chaffin, Michael de Luca y Scott Rudin - Toy Story 3 — Darla K. Anderson - True Grit (Valor de ley) — Scott Rudin, Joel Coen e Ethan Coen - Winter's Bone — Anne Rossellini y Alix Madigan | - Darren Aronofsky — Black Swan (Cisne negro) - Joel Coen e Ethan Coen — True Grit (Valor de ley) - David Fincher — The social network (La red social) - David O. Russell — The Fighter |
| Mejor actor Presentado por: Sandra Bullock | Mejor actriz Presentado por: Jeff Bridges |
| Colin Firth — The King's Speech (El discurso del rey) como Rey Jorge VI | Natalie Portman — Black Swan (Cisne negro) como Nina Sayers |
| - Javier Bardem — Biutiful como Uxbal - Jeff Bridges — True Grit (Valor de ley) como Alguacil Reuben J. «Rooster» Cogburn - Jesse Eisenberg — The social network (La red social) como Mark Zuckerberg - James Franco — 127 Hours (127 horas) como Aron Ralston | - Annette Bening — The Kids Are All Right (Los chicos están bien) como Nic Allgood - Nicole Kidman — Rabbit Hole (Los secretos del corazón) como Becca Corbett - Jennifer Lawrence — Winter's Bone como Ree Dolly - Michelle Williams — Blue Valentine como Cindy |
| Mejor actor de reparto Presentado por: Mo'nique | Mejor actriz de reparto Presentado por: Kirk Douglas |
| Christian Bale — The Fighter como Dicky Eklund | Melissa Leo — The Fighter como Alice Ward |
| - John Hawkes — Winter's Bone como Teardrop - Jeremy Renner — The Town (The Town (Ciudad de ladrones) como James "Jem" Coughlin - Mark Ruffalo — The Kids Are All Right (Los chicos están bien) como Paul - Geoffrey Rush — The King's Speech (El discurso del rey) como Lionel Logue | - Amy Adams — The Fighter como Charlene Fleming - Helena Bonham Carter — The King's Speech (El discurso del rey) como Reina Isabel - Hailee Steinfeld — True Grit (Valor de ley) como Mattie Ross - Jacki Weaver — Animal Kingdom como Janine "Smurf" Cody |
| Mejor guion original Presentado por: Javier Bardem y Josh Brolin | Mejor guion adaptado Presentado por: Javier Bardem y Josh Brolin |
| The King's Speech (El discurso del rey) — David Seidler | The social network (La red social) — Aaron Sorkin basado en The Accidental Billionaires por Ben Mezrich |
| - Another Year — Mike Leigh - Inception (Origen) — Christopher Nolan - The Fighter — Scott Silver, Paul Tamasy y Eric Johnson - The Kids Are All Right (Los chicos están bien) — Lisa Cholodenko y Stuart Blumberg | - 127 Hours (127 horas) — Danny Boyle y Simon Beaufoy basado en Between a Rock and a Hard Place por Aron Ralston - Toy Story 3 — Michael Arndt, John Lasseter, Andrew Stanton y Lee Unkrich basado en los personajes de Toy Story y Toy Story 2 - True Grit (Valor de ley) — Joel Coen e Ethan Coen basado en True Grit por Charles Portis - Winter's Bone — Debra Granik y Anne Rosellini basado en Winter's Bone por Daniel Woodrell                         |
| Mejor película de animación Presentado por: Justin Timberlake y Mila Kunis | Mejor película extranjera (de habla no inglesa) Presentado por: Russell Brand y Helen Mirren |
| Toy Story 3 — Lee Unkrich | Hævnen (Dinamarca) en danés — Susanne Bier |
| - How to Train Your Dragon (Cómo entrenar a tu dragón) — Chris Sanders y Dean DeBlois. - L'illusionniste (El ilusionista) — Sylvain Chomet | - Biutiful (México) en español — Alejandro González Iñárritu - Hors-la-loi (Fuera de la ley) (Argelia) en árabe — Rachid Bouchareb - Incendies (Canadá) en francés — Denis Villeneuve - Kynódontas (Canino) (Grecia) en griego — Giorgos Lanthimos |
| Mejor documental largo Presentado por: Oprah Winfrey | Mejor documental corto Presentado por: Jake Gyllenhaal y Amy Adams |
| Inside Job — Charles Ferguson y Audrey Marrs | Strangers No More — Karen Goodman y Kirk Simon |
| - Exit Through the Gift Shop — Banksy y Jaimie D'Cruz - Gasland — Josh Fox y Trish Adlesic - Restrepo — Tim Hetherington y Sebastian Junger - Waste Land — Lucy Walker y Angus Aynsley | - Killing in the Name — Jed Rothstein - Poster Girl — Sara Nesson - Sun Come Up — Jennifer Redfearn y Tim Metzger - The Warriors of Qiugang — Ruby Yang y Thomas Lennon |
| Mejor cortometraje Presentado por: Jake Gyllenhaal y Amy Adams | Mejor cortometraje animado Presentado por: Justin Timberlake y Mila Kunis |
| God of Love — Luke Matheny | The Lost Thing — Andrew Ruhemann y Shaun Tan |
| - Na Wewe — Ivan Goldschmidt - The Confession — Tanel Toom - The Crush — Michael Creagh - Wish 143 — Ian Barnes | - Día y noche — Teddy Newton - Let's Pollute — Geefwee Boedoe - Madagascar, Carnet de voyage — Bastien Dubois - The Gruffalo — Max Lang y Jakob Schuh |
| Mejor banda sonora Presentado por: Hugh Jackman y Nicole Kidman | Mejor canción original Presentado por: Jennifer Hudson |
| The social network (La red social) — Trent Reznor y Atticus Ross | «We Belong Together» — Toy Story 3; Música y letra por Randy Newman |
| - 127 Hours (127 horas) — A. R. Rahman - How to Train Your Dragon (Cómo entrenar a tu dragón) — John Powell - The King's Speech (El discurso del rey) — Alexandre Desplat - Inception (Origen) — Hans Zimmer | - «Coming Home» — Country Strong; Música y letra por Tom Douglas, Troy Verges y Hillary Lindsey - «I See the Light» — Tangled (Enredados); Música por Alan Menken y letra por Glenn Slater - «If I Rise» — 127 Hours (127 horas); Música por A.R. Rahman y letra por Florence Welch y Rollo Armstrong |
| Mejor edición de sonido Presentado por: Matthew McConaughey y Scarlett Johansson | Mejor sonido Presentado por: Matthew McConaughey y Scarlett Johansson |
| Inception (Origen) — Richard King | Inception (Origen) — Lora Hirschberg, Gary A. Rizzo y Ed Novick |
| - Toy Story 3 — Tom Myers y Michael Silvers - Tron: Legacy — Gwendolyn Yates Whittle y Addison Teague - True Grit (Valor de ley) — Skip Lievsay y Craig Berkey - Unstoppable (Imparable) — Mark P. Stoeckinger | - The King's Speech (El discurso del rey) — Paul Hamblin, Martin Jensen y John Midgley - Salt — Jeffrey J. Haboush, Greg P. Russell, Scott Millan y William Sarokin - The social network (La red social) — Ren Klyce, David Parker, Michael Semanick y Mark Weingarten - True Grit (Valor de ley) — Skip Lievsay, Craig Berkey, Greg Orloff y Peter F. Kurland                                                                                                 |
| Mejor dirección artística Presentado por: Tom Hanks | Mejor fotografía Presentado por: Tom Hanks |
| Alice in Wonderland (Alicia en el país de las maravillas) — Dirección artística: Robert Stromberg; Diseño de decorados: Karen O'Hara | Inception (Origen) — Wally Pfister |
| - The King's Speech (El discurso del rey) – Dirección artística: Eve Stewart; Diseño de decorados: Judy Farr - Harry Potter y las Reliquias de la Muerte: parte 1 (Harry Potter y las Reliquias de la Muerte: parte 1) — Dirección artística: Stuart Craig; Diseño de decorados: Stephenie McMillan - Inception (Origen) — Dirección artística: Guy Hendrix Dyas; Diseño de decorados: Larry Dias y Doug Mowat - True Grit (Valor de ley) - Dirección artística: Jess Gonchor; Diseño de decorados: Nancy Haigh | - Black Swan (Cisne negro) — Matthew Libatique - The King's Speech (El discurso del rey) — Danny Cohen - The social network (La red social) — Jeff Cronenweth - True Grit (Valor de ley) — Roger Deakins |
| Mejor maquillaje Presentado por: Cate Blanchett | Mejor diseño de vestuario Presentado por: Cate Blanchett |
| The Wolf Man (El hombre lobo) — Rick Baker y Dave Elsey | Alice in Wonderland (Alicia en el país de las maravillas) — Colleen Atwood |
| - Barney's Version (El mundo según Barney) — Adrien Morot - The Way Back (Camino a la libertad) — Edouard F. Henriques, Gregory Funk y Yolanda Toussieng | - The King's Speech (El discurso del rey) — Jenny Beavan - Io sono l'amore (Yo soy el amor) — Antonella Cannarozzi - The Tempest (La tempestad) — Sandy Powell - True Grit (Valor de ley) — Mary Zophres |
| Mejor montaje Presentado por: Robert Downey Jr. y Jude Law | Mejores efectos visuales Presentado por: Robert Downey Jr. y Jude Law |
| The social network (La red social) — Angus Wall y Kirk Baxter | Inception (Origen) — Paul Franklin, Chris Corbould, Andrew Lockley y Peter Bebb |
| - 127 Hours (127 horas) — Jon Harris - Black Swan (Cisne negro) — Andrew Weisblum - The King's Speech (El discurso del rey) — Tariq Anwar - The Fighter — Pamela Martin | - Alice in Wonderland (Alicia en el país de las maravillas) — Ken Ralston, David Schaub, Carey Villegas y Sean Phillips - Harry Potter y las Reliquias de la Muerte: parte 1 (Harry Potter y las Reliquias de la Muerte: parte 1) — Tim Burke, John Richardson, Christian Manz y Nicolas Aithadi - Iron Man 2 — Janek Sirrs, Ben Snow, Ged Wright y Dan Sudick - Hereafter (Más allá de la vida) — Michael Owens, Bryan Grill, Stephan Trojanski y Joe Farrell |

## Premios y nominaciones múltiples
| Película                                                                                                | Candidaturas | Premios |
| --- | ------------ | ------- |
| The King's Speech (El discurso del rey)                                                                 | 12           | 4       |
| True Grit (Valor de ley)                                                                                | 10           | 0       |
| Inception (Origen)                                                                                      | 8            | 4       |
| The social network (La red social)                                                                      | 8            | 3       |
| The Fighter                                                                                             | 7            | 2       |
| 127 Hours (127 horas)                                                                                   | 6            | 0       |
| Black Swan (Cisne negro)                                                                                | 5            | 1       |
| Toy Story 3                                                                                             | 5            | 2       |
| The Kids Are All Right (Los chicos están bien)                                                          | 4            | 0       |
| Winter's Bone                                                                                           | 4            | 0       |
| Alice in Wonderland (Alicia en el país de las maravillas)                                               | 3            | 2       |
| Biutiful                                                                                                | 2            | 0       |
| How to Train Your Dragon (Cómo entrenar a tu dragón)                                                    | 2            | 0       |
| Harry Potter y las Reliquias de la Muerte: parte 1 (Harry Potter y las Reliquias de la Muerte: parte 1) | 2            | 0       |

## In Memoriam
Como en ediciones anteriores se presentó un tributo a los profesionales fallecidos el 2010. El espacio fue introducido por la canción "Smile" interpretada por Celine Dion.
- Corey Haim
- Peter Graves
- Fess Parker
- Robert Culp
- Gloria Stuart
- John Forsythe
- Meinhardt Raabe
- Dede Allen
- Lynn Redgrave
- Suso Cecchi D'Amico
- Dennis Hopper
- Joseph Stein
- William A. Fraker
- Roland Neame
- Tom Mankiewicz
- Robert F. Boyle
- Patricia Neal
- Baby Marie Osborn
- David L. Wolper
- Clive Donner
- Glenn Shadix
- Harold Gould
- Claude Chabrol
- Irving Ravetch
- Sally Menke
- Arthur Penn
- Tony Curtis
- Roy Ward Baker
- Johnny Sheffield
- Barbara Billinsgley
- James MacArthur
- Jill Clayburgh
- Irvin Kershner
- Leslie Nielsen
- Blake Edwards
- Anne Francis
- Pete Postlethwaite
- Peter Yates
- Susannah York
- Theoni V. Aldredge
- John Barry
- Maria Schneider
- Tura Satana
- Betty Garrett
- Kenneth Mars
- Len Lesser
- Walter Selzer

Al final del montaje, Halle Berry hizo un especial tributo a Lena Horne y presentó un clip final con su canción Stormy Weather.

## Óscar honorífico
- Kevin Brownlow
- Jean-Luc Godard
- Eli Wallach

## Premio en memoria de Irving Thalberg
Annette Bening presentó el espacio que otorgaba el premio a Francis Ford Coppola.